# César Bojórquez Zapata
César José Bojórquez Zapata es un político mexicano, miembro del Partido Acción Nacional, el 1 de julio de 2007 fue nombrado como Presidente Municipal de Mérida y dejó el puesto en 2010.
César Bojórquez Zapata es ingeniero civil por la Universidad Autónoma de Yucatán y tiene una maestría en construcción. Ejerció su profesión hasta 1991, cuando fue nombrado subdirector de Servicios Públicos Municipales en el primer gobierno panista de Mérida, encabezado por Ana Rosa Payán; en el de su sucesor, Luis Correa Mena ascendió a Director de Servicios Públicos Municipales, permaneciendo en el mismo cargo en el siguiente, que presidía Patricio Patrón Laviada; para el siguiente periodo fue elegido regidor en la planilla encabezada por Xavier Abreu Sierra, permaneciendo en el cargo de 1998 a 2001, ese último año fue designado director de la Junta de Agua Potable y Alcantarillado por el gobernador Patricio Patrón Laviada, cargo en el que permaneció hasta 2006 en que renunció para ser candidato del PAN a la alcaldía de Mérida en las elecciones de 2007, en las cuales resultó triunfador.